# Scuderia Alpha Tauri
Scuderia Alpha Tauri, av stallet skrivet Scuderia AlphaTauri; tävlade senast som Scuderia Alpha Tauri Red Bull, var ett italienskt formel 1-stall som var baserat i Faenza. Stallet ägdes av den österrikiska energidrycktillverkaren Red Bull och var systerstall till Red Bulls andra formel 1-stall Red Bull Racing.
Den 30 november 2019 meddelade Formel 1 att man hade godkänt en begäran från Red Bull och föregångaren Scuderia Toro Rosso om att starta ett nytt stall med namnet Scuderia Alpha Tauri. Namnet var taget från Red Bulls egna modehus med samma namn. I början av 2020 grundades stallet officiellt.
Den 24 januari 2024 meddelades det att Alpha Tauri skulle omgående bli RB Formula One Team och stallet skulle tävla under tävlingsnamnet Visa Cash App RB Formula One Team.

## F1-säsonger
| Säsong | Tävlingsnamn         | Bil  | Motor    | Däck | Poäng | VM-plac. | Nr. | Förare 1     | Nr. | Förare 2         | Nr.     | Förare 3                    |
| ------ | -------------------- | ---- | -------- | ---- | ----- | -------- | --- | ------------ | --- | ---------------- | ------- | --------------------------- |
| 2020   | Scuderia Alpha Tauri | AT01 | Honda    | P    | 107   | 7:a      | 10. | Pierre Gasly | 26. | Daniil Kvyat     |         |                             |
| 2021   | Scuderia Alpha Tauri | AT02 | Honda    | P    | 142   | 6:a      | 10. | Pierre Gasly | 22. | Yuki Tsunoda     |         |                             |
| 2022   | Scuderia Alpha Tauri | AT03 | Red Bull | P    | 35    | 9:a      | 10. | Pierre Gasly | 22. | Yuki Tsunoda     |         |                             |
| 2023   | Scuderia Alpha Tauri | AT04 | Red Bull | P    | 25    | 8:a      | 22. | Yuki Tsunoda | 3.  | Daniel Ricciardo | 21. 40. | Nyck de Vries · Liam Lawson |

| 1. Italien 2020 |

|  |

| 1. Ungern 2021 2. USA 2023 |

## Organisation

### Ledande befattningar
Ett urval av de ledande positionerna inom stallet.
| Position                                      |                | Namn                |
| --------------------------------------------- | -------------- | ------------------- |
| Ledande representant för ägaren Red Bull Gmbh | Österrike      | Dr. Helmut Marko    |
| VD                                            | Österrike      | Peter Bayer         |
| Stallchef                                     | Frankrike      | Laurent Mekies      |
| Lagledare                                     | Nya Zeeland    | Graham Watson       |
| Teknisk direktör                              | Storbritannien | Jody Egginton       |
| Chefsingenjör                                 | Japan          | Masamitsu Motohashi |
| Chefsingenjör för fordonprestanda             | Italien        | Claudio Balestri    |
| Chef över raceingenjörerna                    | Storbritannien | Jonathan Eddolls    |
| Raceingenjör (Ricciardo)                      | Frankrike      | Pierre Hamelin      |
| Raceingenjör (Tsunoda)                        | Italien        | Mattia Spini        |